# Eparquia de Lungro
L'eparquia de Lungro dels italo-albanesos  (italià: eparchia di Lungro degli Italo-Albanesi; llatí: Eparchia Lungrensis) és una seu de l'Església ítalo-albanesa, immediatament subjecta a la Santa Seu, que pertany a la regió eclesiàstica Calàbria. El 2009 tenia 32.900 batejats d'un total de 33.000 habitants. Actualment està regida per l'eparca Donato Oliverio.

## Territori
L'eparquia de Lungro dels albanesos d'Itàlia continental comprèn la ciutat de Lungro i vint-i-nou parròquies:
- vint-i-cinc en municipis de la província de Cosenza: Acquaformosa, Castroregio, Cerzeto, Civita, Ejanina, Farneta, Firmo, Frascineto, Lungro, Macchia Albanese, Plataci, San Basile, San Benedetto Ullano, San Cosmo Albanese, San Demetrio Corone, San Giorgio Albanese, Santa Sofia d'Epiro i Vaccarizzo Albanese
- dues en municipis de la província de Potenza: San Costantino Albanese i San Paolo Albanese
- una al municipi de Villa Badessa a la província de Pescara
- una al municipi de Lecce (la parròquia de Sant Nicolau de Mira).

La seu eparquial és la ciutat de Lungro, on es troba la catedral de Sant Nicolau de Mira.
Per tant, el territori de l'eparquia es divideix en 29 parròquies, entre les quals, la més distant de Lungro és la de Villa Badessa (PE). A l'eparquia de Lungro funciona el seminari menor de Sant Basile, mentre que a Cosenza hi ha un altre seminari eparquial. Són rellevants les contactes culturals-religiosos amb l'altre seminari eparquial de Piana degli Albanesi. Per als alumnes de l'escola secundària són rebuts al seminari Benet XV de Grottaferrata i, per completar els seus estudis universitaris, en el Pontifici Col·legi Grecobizantí de Roma.
Al territori eparquial hi ha diversos ordes religiosos de ritu oriental: la congregació de les Germanes basilianes filles de Santa Macrina i els monjos basilians.

## Història
Amb la primera diàspora albanesa al segle xv, els albanesos a Itàlia conservaren la seva herència ètnica, l'idioma, la cultura i l'espiritualitat oriental espiritual. Les comunitats albaneses, a causa de la seva professió de fe, tenien conflictes amb els llatins, que desconfiaven de les comunitats albanofoneses. En el primer període dels albanesos d'Itàlia, a més, encara depenien del Patriarcat d'Ocrida i del Metropolità Ortodoxa. Després del Concili de Trento (1563), que va donar lloc a l'entrada de les comunitats en les jurisdiccions arbëreshë a la jurisdicció llatina, els informes van ser durs, i no pocs van ser els desacords i malentesos amb els bisbes llatins de l'època que buscaven "llatinitzar" en tot moment la fe dels albanesos d'Itàlia. Aviat es va perdre definitivament el ritu bizantí a favor del llatí en les moltes comunitats albaneses.
Al segle xviii va sorgir amb força el problema de la preparació cultural, formació teològica i pastoral de sacerdots italoalbanesos. Des del 10 de juny de 1732, amb la butlla del Papa Climent XII  Superna Dispositione, era possible tenir els seus bisbes per tal d'ordenar sacerdots de ritu bizantío-bizantí a les comunitats albaneses de Calàbria i Sicília.
Només a principis del segle xix, la Santa Seu va donar una major atenció a la situació dels albanesos fidels al ritu bizantí a Itàlia, durant més de quatre segles estretament vinculats amb el ritual de l'oriental ortodox, per les constants demandes que avançaven en el nomenament d'un bisbe propi grec ritu en Calàbria i Sicília amb poders territorials complets.
L'eparquia de Lungro dels albanesos de la part continental es va erigir 13 de febrer de 1919 amb la butlla Catholici fideles del Papa Benet XV. El reconeixement va constituir el primer pas per a una solució similar pels albanesos de Sicília, que tindrien poc després l'eparquía pels fidels insulars. Van marcar per als albanesos a Itàlia una etapa important per a una recuperació en el ritual també de tradicions albaneses. Prèviament el ritu bizantí ítalo-albanès estava subjecte a l'ordinari del ritu llatí i des del 10 de juny de 1732 es van celebrar les ordenacions sacerdotals per un bisbe titular especialment designat d'acord amb la Superna dispositione de Climent XII.

## Cronologia dels eparques

### Bisbes ordenats pels albanesos de la Itàlia continental
- Felice Samuele Rodotà † (1735 - 1740)
- Nicolò De Marchis † (1742 - 1757)
- Giacinto Archiopoli † (1757 - 1789)
- Francesco Bugliari † (1792 - 1806)
- Domenico Bellusci † (1807 - 1833)
- Gabriele De Marchis † (1833 - 1858)
- Agostino Franco † (1858 - 1859)
- Giuseppe Bugliari † (1875 - 1888)
- Giuseppe Schirò † (1889 - 1896)
- Giovanni Barcia † (1902 - 1912)

### Seu de Lungro dels Ítalo-Albanesos
- Giovanni Mele † (10 de març de 1919 - 10 de febrer de 1979 mort)
- Giovanni Stamati † (20 de febrer de 1979 - 7 de juny de 1987 mort)
- Ercole Lupinacci (30 de novembre de 1987 - 10 d'agost de 2010 juilat)
  - Salvatore Nunnari (10 d'agost de 2010 - 12 de maig de 2012) (administrador apostòlic)
- Donato Oliverio, des del 12 de maig de 2012

## Estadístiques
A finals del 2009, la diòcesi tenia 32.900 batejats sobre una població de 33.000 persones, equivalent al 99,7% del total.
| any  | població | població | població | sacerdots | sacerdots       | sacerdots       | sacerdots             | diaques | religiosos | religiosos | parroquies |
| ---- | -------- | -------- | -------- | --------- | --------------- | --------------- | --------------------- | ------- | ---------- | ---------- | ---------- |
| any  | batejats | total    | %        | total     | clergat secular | clergat regular | batejats por sacerdot | diaques | homes      | dones      |            |
| 1950 | 40.900   | 41.000   | 99,8     | 38        | 30              | 8               | 1.076                 |         | 4          | 34         | 24         |
| 1970 | 36.900   | 37.000   | 99,7     | 38        | 31              | 7               | 971                   |         | 8          | 43         | 24         |
| 1980 | 34.500   | 34.866   | 99,0     | 34        | 29              | 5               | 1.014                 |         | 6          | 55         | 26         |
| 1990 | 33.000   | 33.500   | 98,5     | 35        | 33              | 2               | 942                   | 1       | 3          | 40         | 27         |
| 1999 | 32.500   | 32.965   | 98,6     | 31        | 30              | 1               | 1.048                 | 1       | 1          | 35         | 27         |
| 2000 | 32.450   | 32.850   | 98,8     | 30        | 30              |                 | 1.081                 | 1       |            | 35         | 27         |
| 2001 | 32.200   | 32.600   | 98,8     | 30        | 30              |                 | 1.073                 | 1       |            | 35         | 27         |
| 2002 | 31.950   | 32.328   | 98,8     | 30        | 30              |                 | 1.065                 | 1       |            | 34         | 27         |
| 2003 | 31.850   | 32.200   | 98,9     | 30        | 30              |                 | 1.061                 | 1       |            | 33         | 27         |
| 2004 | 32.800   | 33.182   | 98,8     | 31        | 30              | 1               | 1.058                 | 1       | 1          | 33         | 29         |
| 2009 | 32.900   | 33.000   | 99,7     | 41        | 41              |                 | 802                   | 1       |            | 28         | 29         |